# Kriegsabenteuer
Kriegsabenteuer ist eine Schnellpolka von Johann Strauss Sohn (op. 419). Das Werk wurde am 13. Dezember 1885 im Konzertsaal des Wiener Musikvereins unter der Leitung von Eduard Strauß erstmals aufgeführt.

## Einzelnachweis
1. ↑  Quelle: Englische Version des Booklets (Seite 82) in der 52 CDs umfassenden Gesamtausgabe der Orchesterwerke von Johann Strauß (Sohn), Hrsg. Naxos (Label). Das Werk ist als zehnter Titel auf der 30. CD zu hören.